# Alexander Graham Bell
Alexander Graham Bell (Edinburgh, Skócia, 1847. március 3. – Beinn Bhreagh, Új-Skócia, Kanada, 1922. augusztus 2.) skót születésű amerikai fizikus, az első gyakorlatban is hasznosítható telefon szabadalmaztatója (1876), a siketoktatási rendszer kidolgozója. A National Geographic Society egyik alapító tagja és második elnöke.

## Életpályája
Skóciában született. Felsőfokú tanulmányait az edinburgh-i és a londoni egyetemen folytatta. Apja, Alexander Melville Bell (1819-1905) kidolgozott egy fonetikai rendszert, ami „visible speech” ('látható beszéd') néven Alexander Graham Bell révén vált világszerte ismertté. A „visible speech” a siketek hangzóbeszédre tanításának kitűnő eszköze. Alexander Graham Bell 1868-70-ig apjánál dolgozott Londonban. 1871-ben az Amerikai Egyesült Államokba költözött. 1873 és 1877 között bostoni egyetem professzorként hangfiziológiát tanított.
Bell hitt az eugenikában, az örökletes siketséggel kapcsolatos vizsgálódásai során (édesanyja is nagyot halló/siket volt) hallásjavító készülékekkel kísérletezett. 1875-ben ennek során jutott el azokhoz a felismerésékhez, amelyek a telefon feltalálásához vezettek. 1876-ban szabadalmat kapott találmányára, amit be is mutatott a philadelphiai Centenáriumi Kiállításon. A telefont hatalmas érdeklődéssel fogadták, azonban az Egyesült Nyugati Távíró Társaság végül elállt a találmány megvásárlásától. Bell ezért 1877-ben megalapította a Bell Telephone Companyt, amely 1885-től American Telephone and Telegraph Co. (AT&T) néven fejlődött multinacionális vállalattá.

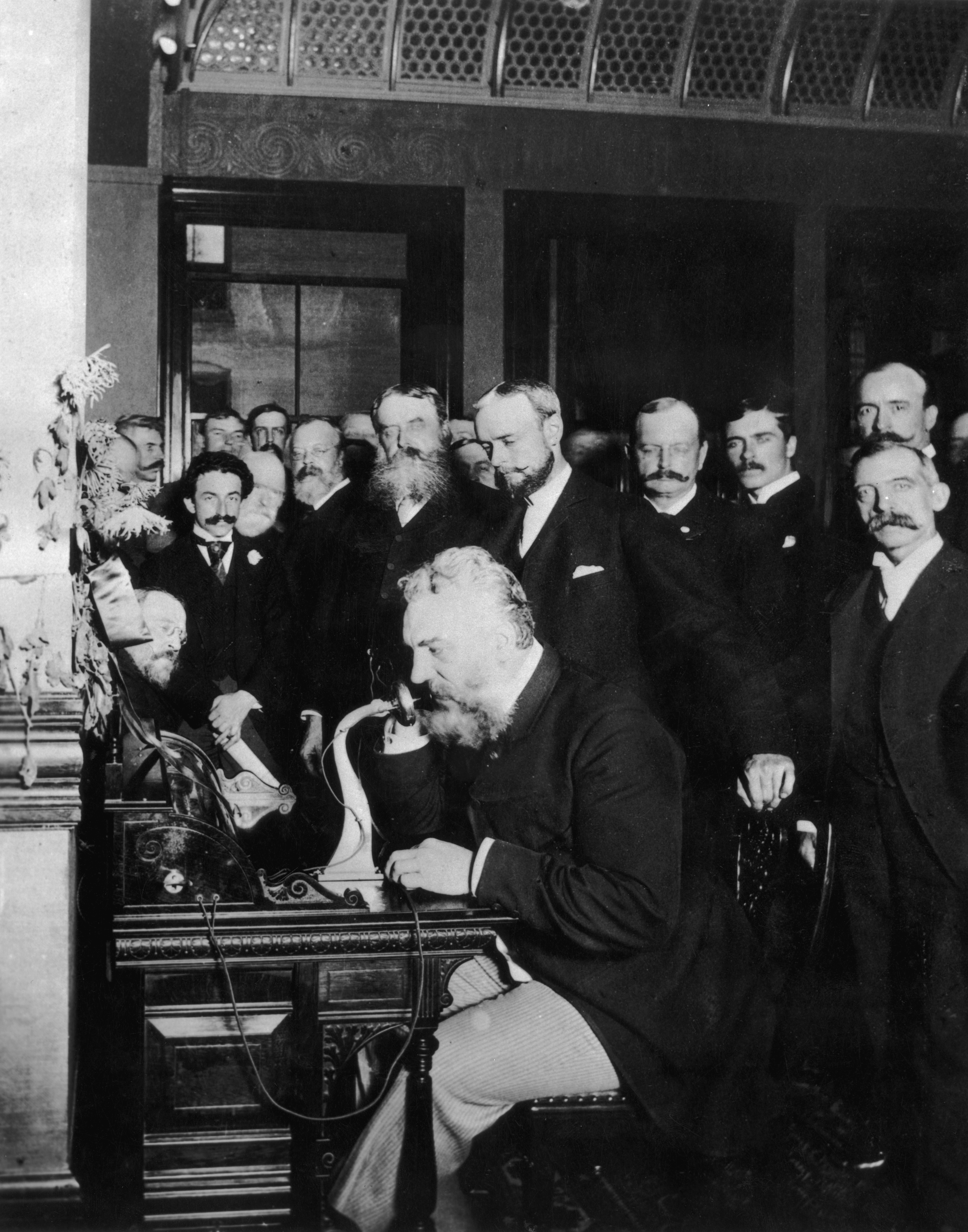
Bell telefonkapcsolatot létesített New York és Chicago közt (1882)

Bellnek szinte gyermekkorától haláláig voltak más találmányai, például már tizenegy éves korában feltalálta azt a gépet, amely tisztítja a búzát, ennek révén jutott hozzá egy feltaláló műhelyhez, a továbbiakban az optikai távközlés, az otthoni légkondicionálás terén voltak találmányai, ez utóbbi hozzájárult a légi közlekedési technológia (repüléstechnika) fejlődéséhez. Az utolsó szabadalmaztatott találmánya, amit 75 éves korában jelentett be, a leggyorsabb szárnyashajó volt, ami még ma is létezik.
Bell elkötelezte magát a tudomány és a technológia irányában. 1890-ben Washingtonban rendkívül hasznos információs centrumot létesített (The Volta Bureau for the Increase and Diffusion of Knowledge Relating to the Deaf), ugyanakkor alapított egy társaságot, amely 1953-tól Alexander Graham Bell nevét viseli (The Alexander Graham Bell Assotiation for the Deaf- AGBAD). A társaság ma is él és működik. Írásai főként gyűjteményes munkákban jelentek meg. 1898-ban a National Geographic Society elnökévé választották. Bell és veje, Gilbert Grosvenor a száraz folyóiratot gyönyörű fotókkal és érdekes írásokkal bővítette, így lett a National Geographic a világ legismertebb magazinjainak egyike. Ezenkívül ő az egyik alapítója a Science magazinnak.
1922. augusztus 2-án halt meg. Azon a napon az USA-ban minden telefonszolgáltatás egy percre megállt az ő tiszteletére.

## Szabadalmi szerzőségi viták
Bell 1876. február 14-én benyújtotta, majd március 7-én megkapta a 174.465 számon iktatott szabadalmat (sokak szerint a valaha bejegyzett legértékesebbet), egy "eljárást illetve szerkezetet a beszéd és egyéb hangok telegrafikus átvitelére... a beszédet és egyéb hangot kísérő levegőmozgáshoz hasonló elektromos hullámmozgás útján". Csak órákon múlott, hogy ma őt tekintjük a távbeszélő atyjának, ugyanis még ugyanazon a napon Salemben egy Elisha Gray nevű fizikus is szabadalmat kért ugyanilyen elvek alapján készített "messzeszólójára". A szabadalmi jogot hosszas és igen heves csatározás után a néhány órával korábbi beadás igazolásával végül Bell kapta meg.
Többen is közel álltak a telefon feltalálásához. (Egy 1863-as szerkezet, mely alkotójától, a német friedrichsdorfi Philipp Reis (1834-1874) fizikus és feltalálótól a „Telephon” nevet kapta, képes volt átadni és fogadni a „jó minőségű” beszédet. Jóval több mint száz évvel a telefon találmányának Bell által való szabadalmaztatása (1876) után 2002-ben az Amerikai Egyesült Államok Képviselőháza határozatban közölte, hogy egy másik feltalálót, az olasz származású amerikai Antonio Meuccit (1808-1889) kellene a telefon feltalálójának elismerni, aki Bell laboratóriumában dolgozott.